# Gauliga Niedersachsen 1933/34
Die Gauliga Niedersachsen 1933/34 war die erste Spielzeit der Gauliga Niedersachsen des Deutschen Fußball-Bundes. Die Vereine der Gauliga Niedersachsen spielten vormals in den Bezirken Südhannover-Braunschweig und Weser/Jade des Norddeutschen Fußball-Verbandes sowie im Bezirk Hessen-Hannover des Westdeutschen Spiel-Verbandes. Die Gauliga Niedersachsen wurde in dieser Saison in einer Gruppe mit zehn Mannschaften ausgespielt. Der 1. Spieltag wurde am 3. September 1933, das letzte Nachholspiel am 22. April 1934 ausgetragen. Die Gaumeisterschaft sicherte sich der SV Werder Bremen und qualifizierte sich dadurch für die deutsche Fußballmeisterschaft 1933/34, bei der die Bremer in einer Gruppe mit Schalke 04, VfL Benrath und Eimsbütteler TV Gruppendritter wurden. Der VfB Peine und 1. SC Göttingen 05 stiegen in die Bezirksligen ab, im Gegenzug stiegen Borussia Harburg und die SpVgg 1897 Hannover auf.

## Teilnehmer
Für die erste Austragung der Gauliga Niedersachsen qualifizierten sich folgende Mannschaften:
- die drei besten Teams aus dem Bezirk Weser/Jade der norddeutschen Fußballmeisterschaft 1932/33:
  - VfB Komet Bremen
  - SV Werder Bremen
  - Bremer SV
- die sechs besten Teams aus dem Bezirk Südhannover-Braunschweig der norddeutschen Fußballmeisterschaft 1932/33:
  - SV Arminia Hannover
  - SV Algermissen
  - Hannover 96
  - VfB Peine
  - RSV Hildesheim
  - Eintracht Braunschweig
- das beste niedersächsische Team aus dem Bezirk Hessen-Hannover der westdeutschen Fußballmeisterschaft 1932/33:
  - 1. SC Göttingen 05

## Abschlusstabelle
| Pl. | Verein                 | Sp. | S  | U | N  | Tore    | Quote | Punkte |
| --- | ---------------------- | --- | -- | - | -- | ------- | ----- | ------ |
| 1.  | SV Werder Bremen       | 18  | 12 | 3 | 3  | 067:310 | 2,16  | 27:90  |
| 2.  | SV Arminia Hannover    | 18  | 12 | 3 | 3  | 056:310 | 1,81  | 27:90  |
| 3.  | SV Algermissen         | 18  | 10 | 4 | 4  | 031:230 | 1,35  | 24:12  |
| 4.  | Hannover 96            | 18  | 9  | 2 | 7  | 054:410 | 1,32  | 20:16  |
| 5.  | Eintracht Braunschweig | 18  | 8  | 4 | 6  | 033:370 | 0,89  | 20:16  |
| 6.  | Bremer SV              | 18  | 6  | 2 | 10 | 040:510 | 0,78  | 14:22  |
| 7.  | VfB Komet Bremen       | 18  | 6  | 2 | 10 | 032:490 | 0,65  | 14:22  |
| 8.  | RSV Hildesheim         | 18  | 4  | 6 | 8  | 035:580 | 0,60  | 14:22  |
| 9.  | VfB Peine              | 18  | 5  | 2 | 11 | 036:340 | 1,06  | 12:24  |
| 10. | 1. SC Göttingen 05     | 18  | 2  | 4 | 12 | 031:600 | 0,52  | 08:28  |

## Aufstiegsrunde
| Pl. | Verein                | Sp. | Tore  | Quote | Punkte |
| --- | --------------------- | --- | ----- | ----- | ------ |
| 1.  | SpVgg 1897 Hannover   | 6   | 20:10 | 2,00  | 10:20  |
| 2.  | Borussia Harburg      | 6   | 22:11 | 2,00  | 10:20  |
| 3.  | Germania Wolfenbüttel | 6   | 9:18  | 0,50  | 02:10  |
| 4.  | Polizei SV Bremen     | 6   | 13:28 | 0,46  | 02:10  |